# Merulinidae
Merulinidae Verrill, 1865 è una famiglia di madrepore della sottoclasse degli Esacoralli

## Descrizione
La famiglia comprende coralli coloniali ermatipici, le cui aggregazioni assumono un'ampia varietà di forme, massicce o incrostanti, foliacee o ramificate.

## Distribuzione e habitat
La famiglia è ampiamente diffusa nelle barriere coralline dell'Indo-Pacifico. Un solo genere (Orbicella), è presente nei Caraibi.

## Tassonomia
La famiglia comprende 139 specie nei seguenti generi:
- Astrea Lamarck, 1801
- Australogyra Veron & Pichon, 1982
- Boninastrea Yabe & Sugiyama, 1935
- Caulastraea Dana, 1846
- Coelastrea Verrill, 1866
- Cyphastrea Milne Edwards & Haime, 1848
- Dipsastraea Blainville, 1830
- Echinopora Lamarck, 1816
- Erythrastrea Pichon, Scheer & Pillai, 1983
- Favites Link, 1807
- Goniastrea Milne Edwards & Haime, 1848
- Hydnophora Fischer von Waldheim, 1807
- Leptoria Milne Edwards & Haime, 1848
- Merulina Ehrenberg, 1834
- Mycedium Milne Edwards & Haime, 1851
- Orbicella Dana, 1846
- Oulophyllia Milne Edwards & Haime, 1848
- Paragoniastrea Huang, Benzoni & Budd, 2014
- Paramontastraea Huang & Budd, 2014
- Pectinia Blainville, 1825
- Physophyllia Duncan, 1884
- Platygyra Ehrenberg, 1834
- Scapophyllia Milne Edwards & Haime, 1848
- Trachyphyllia Milne Edwards & Haime, 1849

### Alcune specie

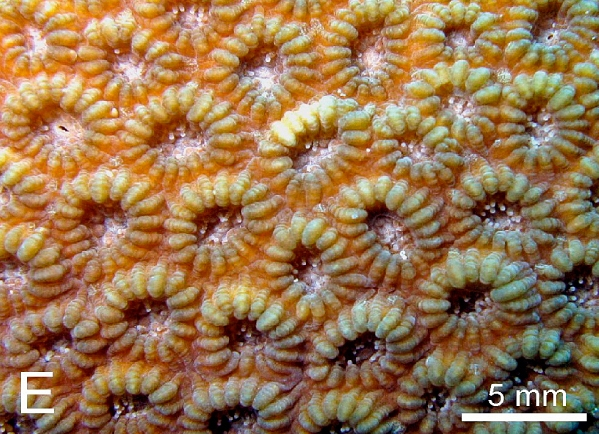
Astrea devantieri
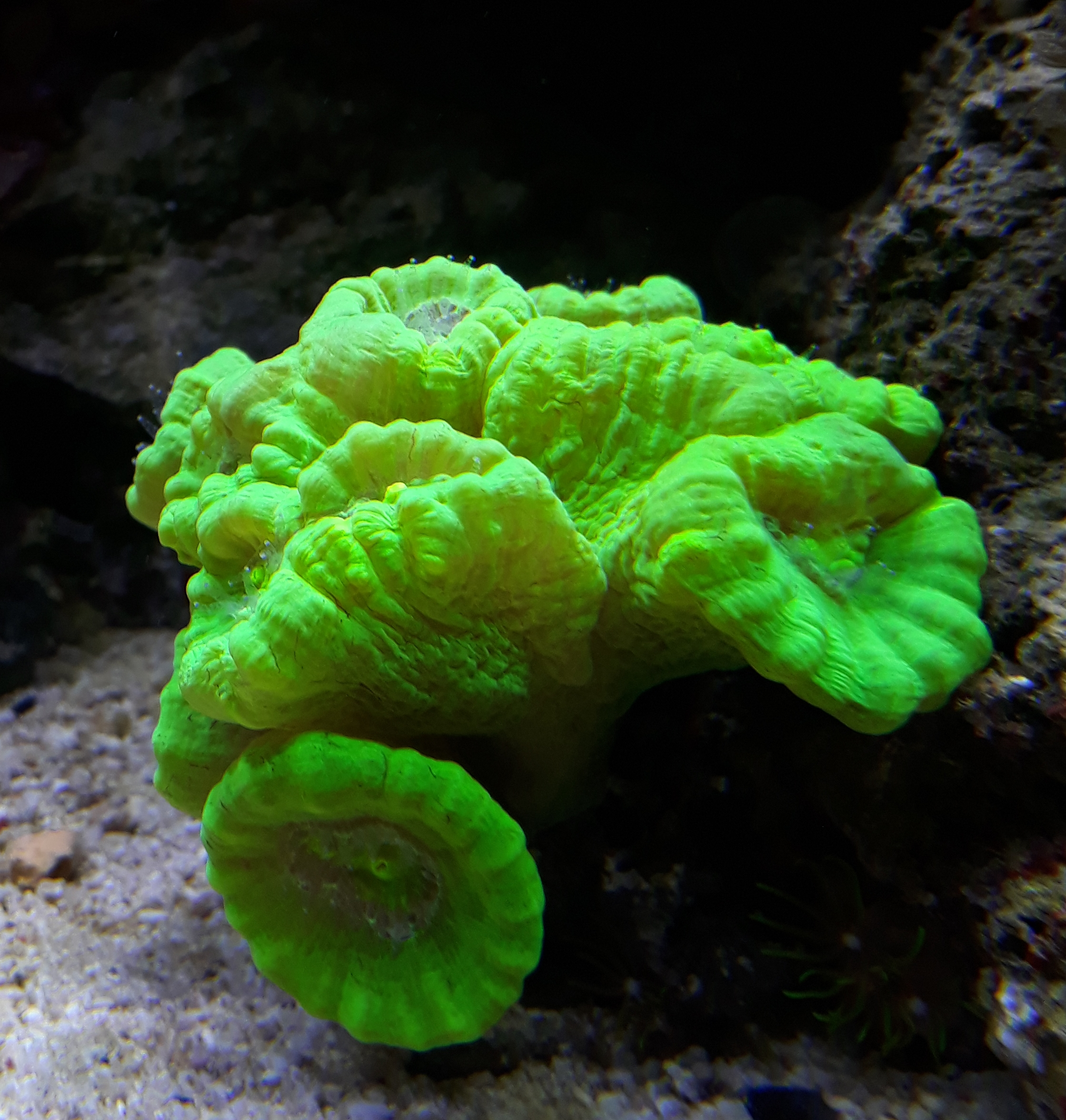
Caulastraea curvata
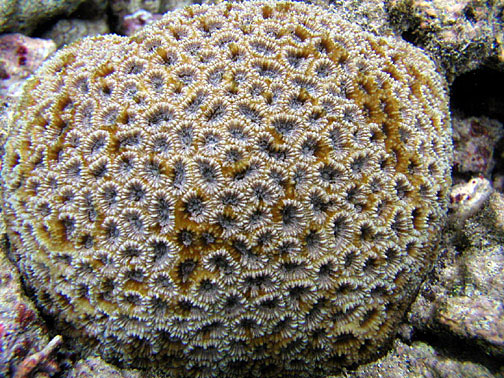
Dipsastraea matthaii
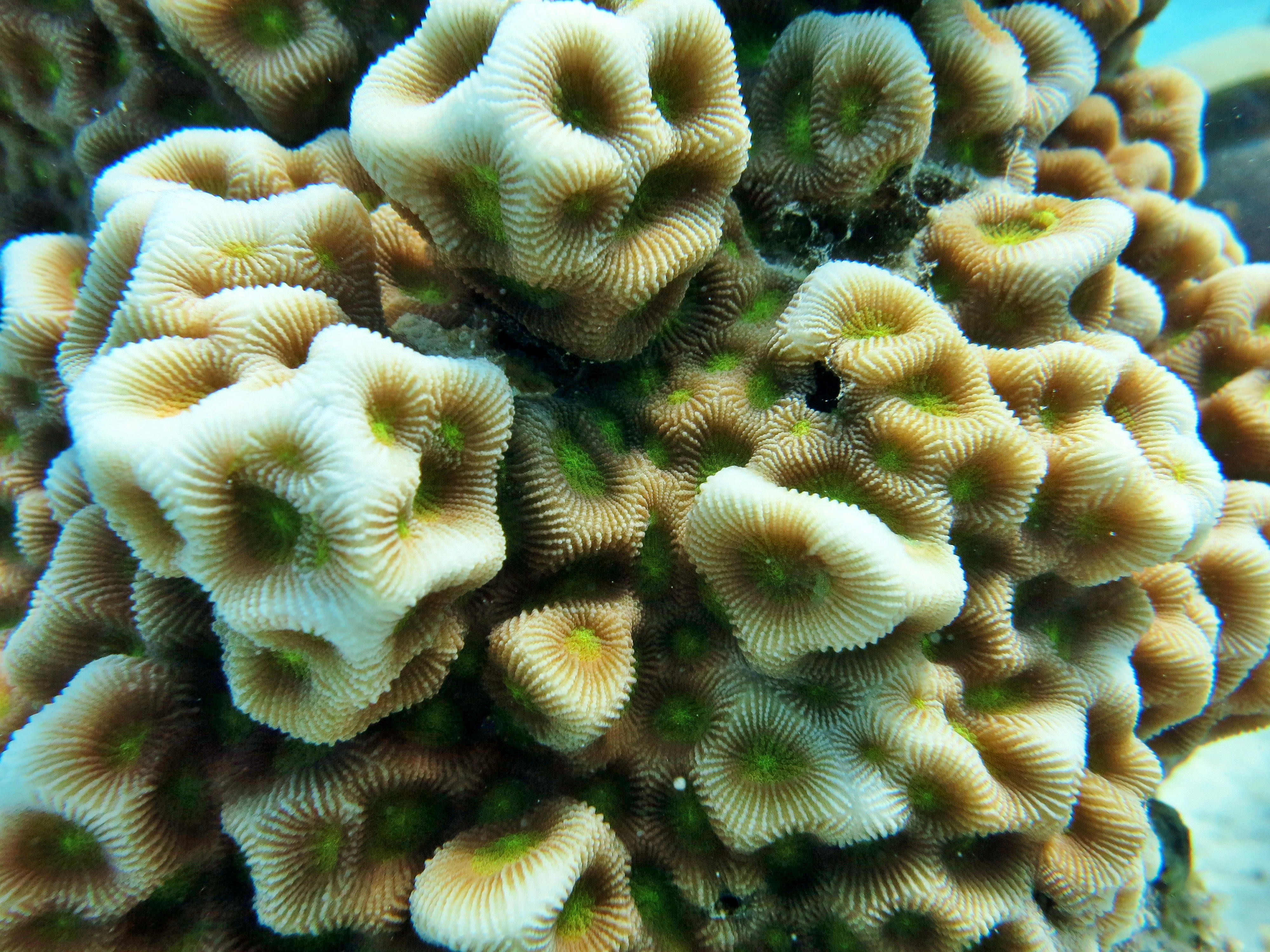
Favites halicora
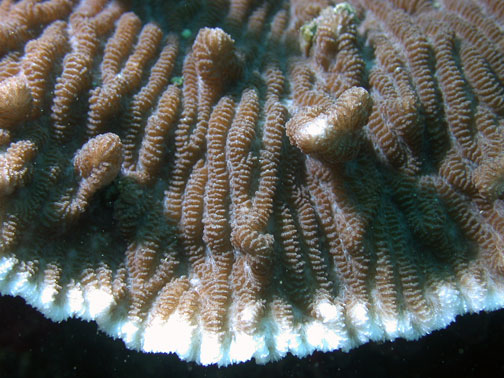
Merulina ampliata